# Ротанев
Ротанев (β Дельфіна) — найяскравіша зоря у сузір'ї Дельфіна. Розташована на відстані близько 97,4 світлових років від Сонця.

## Назва
Власна назва зорі (лат. Rotanev) вперше з'явилася в другому виданні «Палермського каталогу» 1814 року. Вважається, що вона походить від прізвища Нікколо Каччаторе (італ. Niccolò Cacciatore), який працював помічником Джузеппе Піацці. італ. Cacciatore означає «мисливець», у перекладі латиною — Venator. Якщо записати його задом наперед, виходить назва зорі.

## Подвійна зоря
Зоря є подвійною. Головна компонента цієї системи належить до хімічно пекулярних зір і має спектральний клас F5. Водночас спектральний клас іншої компоненти залишається невизначеним.